# Recinto aduaneiro

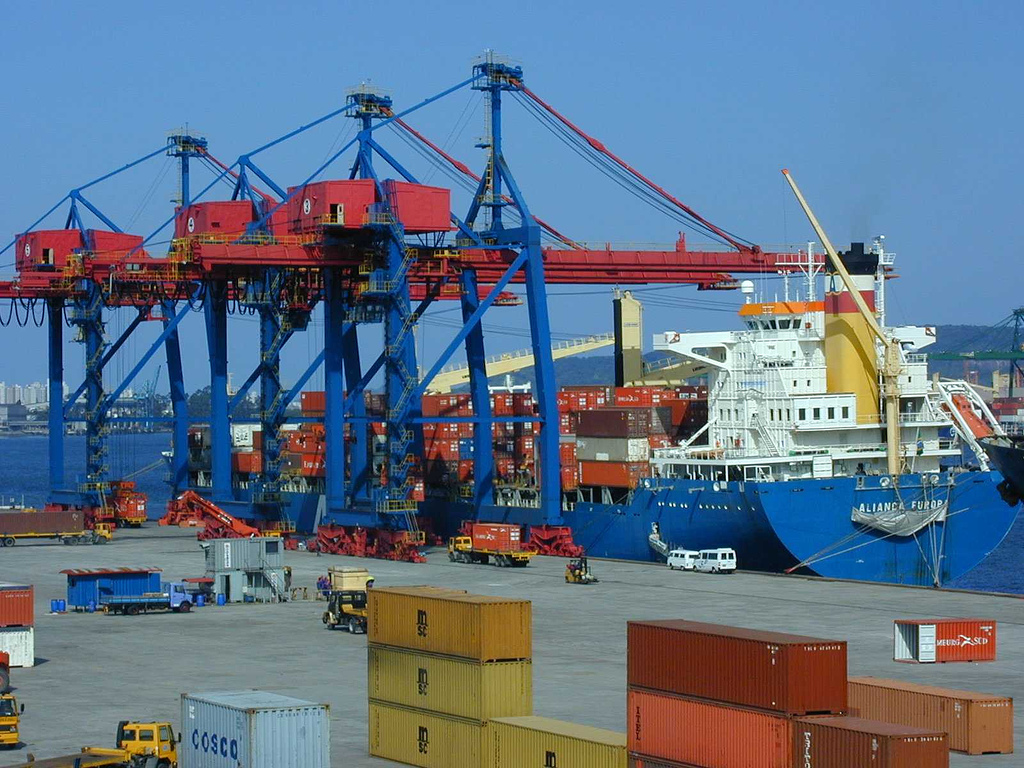
Porto de Santos, o maior terminal de cargas da América do Sul é um exemplo de recinto aduaneiro

Recinto aduaneiro é um local alfandegado onde pode ocorrer, sob controle aduaneiro, movimentação, armazenagem e despacho aduaneiro de:
- mercadorias importadas ou exportadas, inclusive sob regime aduaneiro especial;
- bagagem de viajantes procedentes do exterior, ou a ele destinados;
- remessas postais internacionais.[1]

Também chamados de recintos alfandegados, estão divididos entre os que se localizam na zona primária (portos, aeroportos, pontos de fronteira e lojas francas) e os que se localizam na zona secundária (portos secos e terminais alfandegados).
Segundo a legislação brasileira, somente pelos portos, aeroportos e pontos de fronteira alfandegados poderá ocorrer a entrada ou a saída de mercadorias procedentes do exterior ou a ele destinadas, exceto em casos de mercadorias conduzidas por linhas de transmissão ou por dutos, ligados ao exterior.
Excepcionalmente, em casos devidamente justificados, o titular da unidade de despacho aduaneiro poderá autorizar a entrada ou a saída de veículo por porto, aeroporto ou ponto de fronteira não alfandegado, sendo esse controle exercido sobre o veículo desde o seu ingresso no território aduaneiro até a sua efetiva saída, e estendido a mercadorias a outros bens existente a bordo, incluisve os bens de viajantes. 